# North Redington Beach
North Redington Beach é uma vila localizada no estado americano da Flórida, no condado de Pinellas. Foi incorporada em 1953.

## Geografia
De acordo com o United States Census Bureau, a vila tem uma área de 2,7 km², onde 0,7 km² estão cobertos por terra e 2 km² por água.

### Localidades na vizinhança
O diagrama seguinte representa as localidades num raio de 8 km ao redor de North Redington Beach.

## Demografia
Segundo o censo nacional de 2010, a sua população é de 1 417 habitantes e sua densidade populacional é de 2 104,26 hab/km². Possui 1 453 residências, que resulta em uma densidade de 2 157,72 residências/km².